# Collabro
Collabro ist eine englische Boygroup und Gewinner der achten Staffel der Castingshow Britain’s Got Talent.

## Geschichte
Collabro wurde im Januar 2014 gegründet und nahm bereits einen Monat später an der Vorrunde der Castingshow Britain’s Got Talent teil. Dort traten sie mit den Liedern Stars und Bring Him Home aus dem Musical Les Misérables auf und gewannen den Wettbewerb am 7. Juni 2014. Ihr erstes Album Stars erschien am 18. August 2014 und nahm in den britischen Albumcharts den ersten Platz ein, mit über 100.000 verkauften Platten erreichte das Album Gold-Status. Am 1. Juni 2015 erschien mit Act Two das zweite Album, welches auf Platz zwei der britischen Albumcharts startete.
Am 11. November 2014 sang Collabro im London Palladium anlässlich der Royal Variety Performance in Anwesenheit von William und Catherine, Herzog und Herzogin von Cambridge, sowie am 9. Mai 2015 anlässlich eines Konzertes zum 70. Jahrestag des Endes des Zweiten Weltkrieges auf dem Horse Guards Parade.

## Diskografie

### Alben
| Jahr | Titel                         | Höchstplatzierung, Gesamtwochen, AuszeichnungChartplatzierungen (Jahr, Titel, Platzierungen, Wochen, Auszeichnungen, Anmerkungen) | Höchstplatzierung, Gesamtwochen, AuszeichnungChartplatzierungen (Jahr, Titel, Platzierungen, Wochen, Auszeichnungen, Anmerkungen) | Anmerkungen                             |
| Jahr | Titel                         | UK | IE | Anmerkungen                             |
| ---- | ----------------------------- | --- | --- | --------------------------------------- |
| 2014 | Stars                         | UK1 Gold · (27 Wo.)UK | IE8 (9 Wo.)IE | Erstveröffentlichung: 18. August 2014   |
| 2015 | Act Two                       | UK2 Silber · (13 Wo.)UK | IE36 (2 Wo.)IE | Erstveröffentlichung: 1. Juni 2015      |
| 2017 | Home                          | UK7 (3 Wo.)UK | — | Erstveröffentlichung: 3. März 2017      |
| 2018 | Road to the Royal Albert Hall | UK19 (1 Wo.)UK | — | Erstveröffentlichung: 31. August 2018   |
| 2019 | Love Like This                | UK22 (1 Wo.)UK | — | Erstveröffentlichung: 15. November 2019 |
| 2020 | Christmas Is Here             | UK80 (1 Wo.)UK | — | Erstveröffentlichung: 27. November 2020 |